# Paroligia glaucescens
Paroligia glaucescens là một loài bướm đêm trong họ Noctuidae.